# Slobodan Praljak
Slobodan Praljak (uttalas: [sloˌbǒdan ˈprǎːʎak]), född 2 januari 1945 i Čapljina, Oberoende staten Kroatien (idag Bosnien och Hercegovina), död 29 november 2017 i Haag, Nederländerna, var en bosnienkroatisk militär, politiker, författare, filmregissör och tidigare generallöjtnant i den kroatiska armén.
År 2013 dömdes Praljak av Internationella krigsförbrytartribunalen för det forna Jugoslavien (ICTY) till 20 års fängelse för krigsförbrytelser begångna mot bosniaker i Bosnienkriget (1992–1995). Efter överklagande fastställdes straffet i andra instans år 2017. Under den pågående rättegången den 29 november 2017 drack Praljak kaliumcyanid, ett gift, och avled kort därefter på sjukhuset Haaglanden Medisch Centrum.

## Biografi

### Bakgrund
Slobodan Praljak gick i gymnasium i Široki Brijeg och hade examina i elektroteknik, filosofi och samhällsvetenskap från Universitetet i Zagreb, samt en examen från Universitetet i Zagrebs dramatiska konstakademi. Han jobbade bl.a. som frilansande teaterledare och regissör innan de jugoslaviska upplösningskrigen.

### Krigsåren
I början av det kroatiska självständighetskriget år 1991 deltog han frivilligt i Kroatiens väpnade styrkor och befordrades till generallöjtnant. Han uppfattades som en framstående men också kontroversiell befälhavare.
Praljak blev senare stabschef i Kroatiska försvarsrådet (HVO) och representant för den kroatiska försvarsmakten i Bosnien och Hercegovina. Under Bosnienkriget var han general och blev senare misstänkt för krigsbrott mot den bosniakiska befolkningen.

### Åtal
Sedan Internationella krigsförbrytartribunalen för det forna Jugoslavien i nederländska Haag väckt åtal mot Praljak överlämnade han sig självmant till rätten den 5 april 2004. Praljak anklagades av rätten för att som befälhavare ha brutit mot Genèvekonventionerna och krigets lagar i samband med den kroatisk-bosniakiska konflikten (1992–1994) under Bosnienkriget. Han stod åtalad för krigsbrott mot den bosniakiska befolkningen och även för att år 1993 ha förstört den historiska bron i Mostar.
Praljak nekade till anklagelserna för krigsbrott och hävdade att bron i Mostar hade rivits genom en explosiv laddning på Neretvas strand där Bosnien-Hercegovinas armé var stationerad. Han ska ha varit ledig vid tillfället.

## Citat
| ” | Domare, Slobodan Praljak är inte krigsförbrytare, jag förkastar ert domslut med förakt. | „ |